# História de Várzea Grande (Mato Grosso)
Cronologia dos fatos que marcaram a história do município de Várzea Grande, no Estado de Mato Grosso.

## Fundação

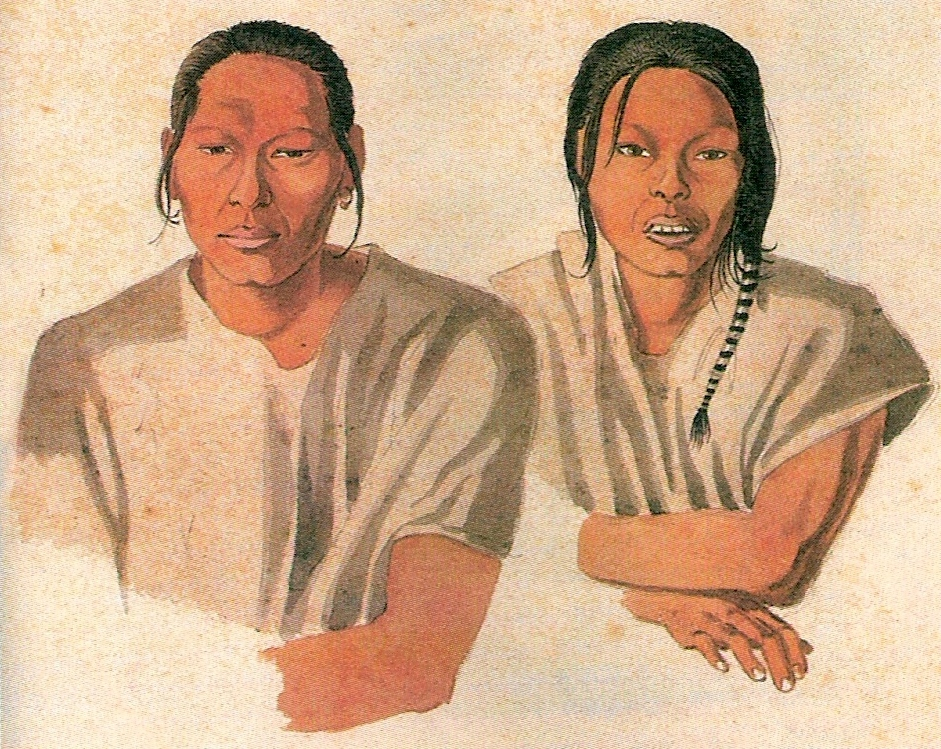
Índios Guanás, primeiros habitantes da região.

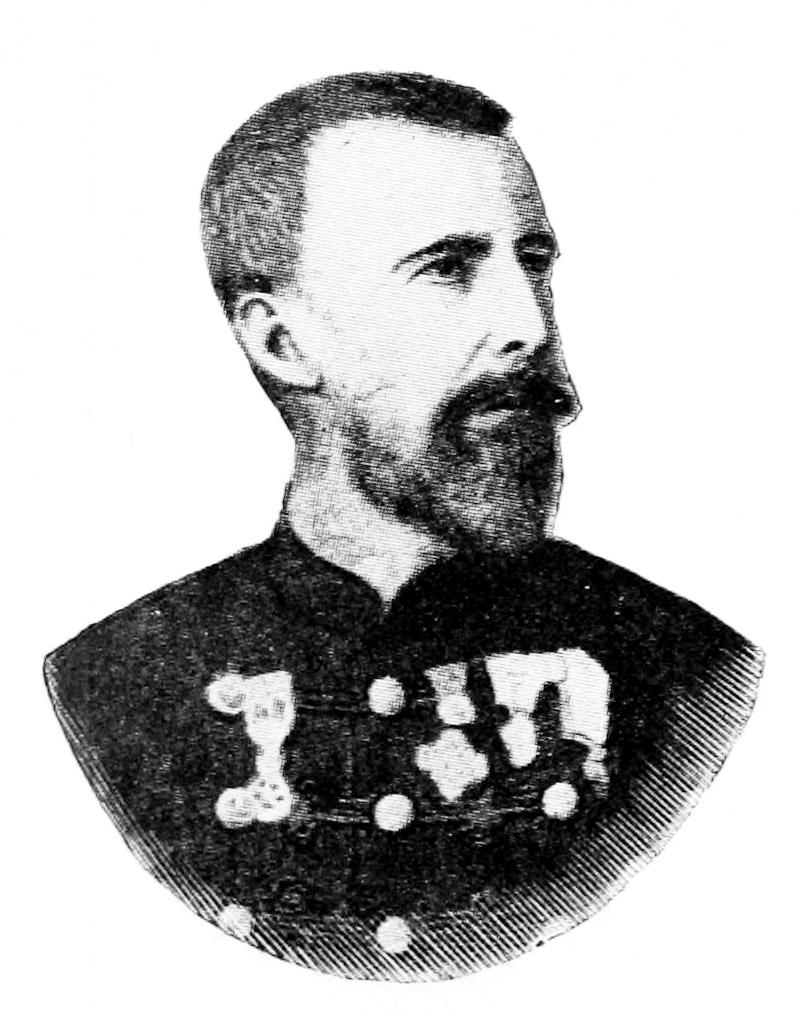
Brigadeiro José Vieira Couto de Magalhães, considerado fundador do município.

A região do atual município de Várzea Grande surgiu em 1832, quando o governo imperial doou uma sesmaria à tribo indígena Guanás. Índios considerados mansos pelos portugueses e hábeis canoeiros e pescadores, eles foram os precursores da atividade econômica da região e também da indústria manual com a confecção de redes grosseiras e da produção da cerâmica. Possuindo como base o comércio de troca e o cultivo da terra na virada dos séculos XIX e XX. Muito tempo depois, a região passou a ser um importante fornecedor de redes grosseiras e carne seca, produto muito apreciado por aventureiros que nesta região passaram a criar gado na região do atual distrito da Praia Grande e ao sul do atual município de Nossa Senhora do Livramento.
Na localidade houve a exploração da mineração, iniciada pelo bandeirante sorocabano Miguel Sutil com a garimpagem do ouro em córregos e encostas na região do Morro Vermelho, mas não logrou êxito. A região apenas possibilitou uma localização estratégica com acesso ao norte para as regiões dos atuais municípios de Diamantino e Rosário Oeste.
Em 15 de maio de 1867 foi fundado o Acampamento Magalhães, acampamento militar construído na margem direita do Rio Cuiabá durante a Guerra do Paraguai pelo presidente da província de Mato Grosso, Brigadeiro José Vieira Couto de Magalhães. No acampamento foram colocados cidadãos paraguaios moradores de Cuiabá e cercanias. Várzea Grande naquele período era um ponto estratégico: fazia divisa com Cuiabá pelas margens esquerdas do Rio Cuiabá e a barra do Rio Coxipó.

## Pós Guerra

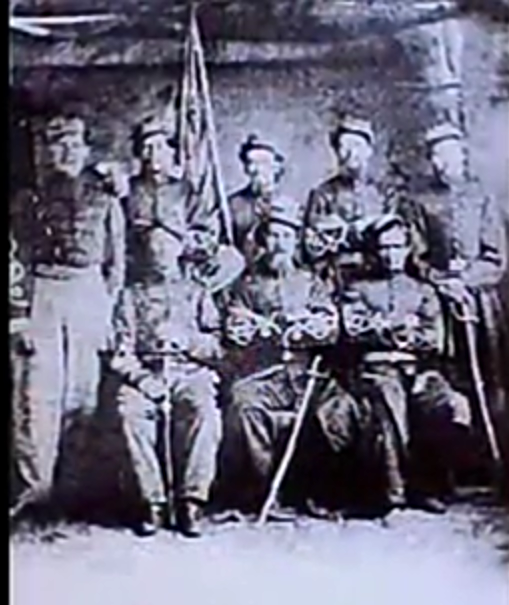
Cidadãos paraguaios residente em Cuiabá.

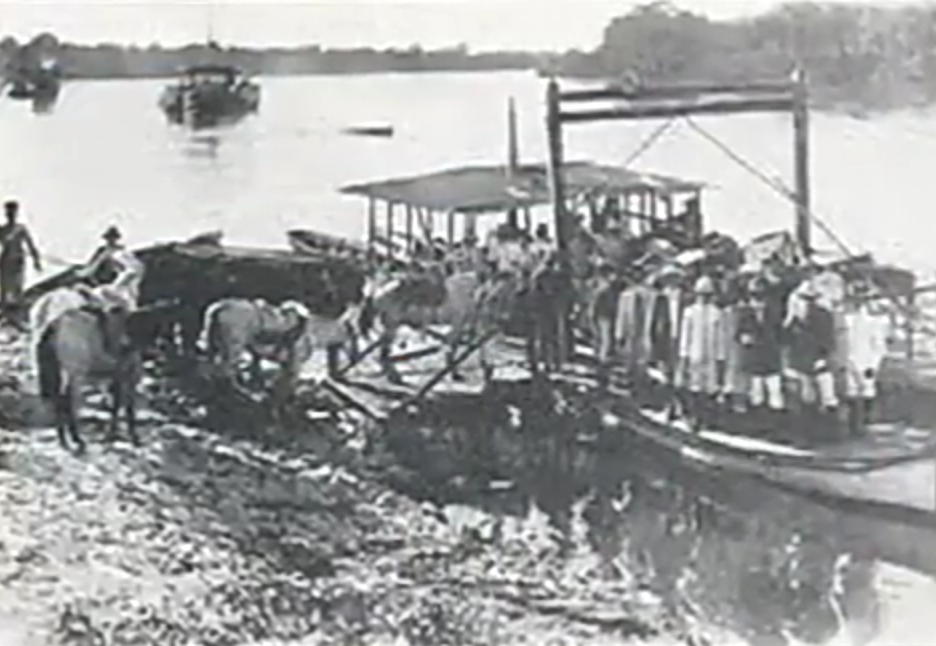
Barca Pêndulo, a primeira ligação de Várzea Grande a Cuiabá.

Com o fim do conflito os remanescentes do acampamento militar tiveram a fixação imediata ocorrida por um período de 2 anos, contando com o período de existência do acampamento, o que assegurou a fundação do novo povoado, tanto que no ano de 1870, houve o recolhimento de destacamentos para Cuiabá, declarando assim a liberdade integral aos prisioneiros paraguaios e fundando o povoado de Várzea Grande formado por três castas: soldados e prisioneiros paraguaios e vaqueiros  e nesse período também houve o  nascimento dos primeiros habitantes o que forçou o governo na época a contratar o primeiro mestre para lecionar na localidade o Mestre Bilão. Com o abate de reses para a fabricação de carne seca, os moradores passam a fabricar artigos para montaria aproveitando-se do couro para a confecção de cordas, laços, moitos, sogos, peias, caronas, tropins, e arreamentos em geral que eram era vendidos sob encomenda, a proprietários de terra dos municípios de Nossa Senhora do Livramento e Poconé e nesse mesmo período surgem também elementos culturais do povoado como o rasqueado (ritmo musical oriundo da mistura do siriri mato-grossense com a polca paraguaia).
Em 4 de julho de 1874 é inaugurada a primeira ligação de Várzea Grande a Cuiabá, a balsa, com a presença de parte da população de Cuiabá com bandeirolas, foguetes, girândolas e roqueiras (antigo canhão de ferro, cujos projéteis eram pedras) e sob o acordes instrumental da banda de música do Arsenal de Guerra, a balsa deu início a travessia, o que permitiu maiores volumes de transportes de mercadorias daquele entreposto comercial para a capital.
Com o crescimento do povoado Várzea Grande atraiu famílias de Nossa Senhora do Livramento que passaram a fixar residência, surgindo assim os primeiros “bolichos”, pequenas iniciativas de atividade comercial, pelo seu desenvolvimento o governo provincial em 1879, passou a dar assistência social às famílias, com serviços como educação e entre outros serviços. Nesse período por decreto de lei provincial n° 145 de 6 de abril de 1886, o povoado foi elevado a categoria de Paroquia de Várzea Grande. Em 1890 foi iniciada uma revolução religiosa, liderada por Sebastião dos Anjos e Elesbão Pinto, foram responsáveis pela construção da Igreja de Nossa Senhora da Guia, em homenagem a padroeira da localidade e sendo inaugurada em 1892.
Por decreto de lei estadual n° 145 de 8 de abril de 1896, a paróquia foi elevada a categoria de distrito, assim permanecendo anexado ao município de Cuiabá, nesse período o novo distrito cuiabano passava a contar com 2 escola, 1 urna para eleitores 1 sub delegacia e um cartório.  Mas se envolve na revolução de Totó Paes contra as tropas de Generoso Ponce, caracterizando assim um clima de terror, crises politicas e incertezas, forçando famílias a procurarem outras localidades.
Em 1906 a região começou o rápido crescimento de sua população, com o surgimento de povoados como os de São Gonçalo, Bonsucesso e de Capão Grande. No ano de 1911 o distrito passava receber atenção de governantes, sobretudo na área educacional onde passava a contar com orquestra, banda e um teatro organizado pela professora Adalgisa de Barros.
A prefeitura cede uma área de terra em 1938 a Abelardo Ribeiro de Azevedo a ser distribuída ao povo para a formação de uma Colônia de Trabalhadores, que foi formada pelo Córrego de Areia, Lagoa dos Patos e Capão de Negro, no mesmo período outras famílias mudaram para a região, na qual originou a criação do quilombo Capão de Negro.

## Emancipação e Desenvolvimento

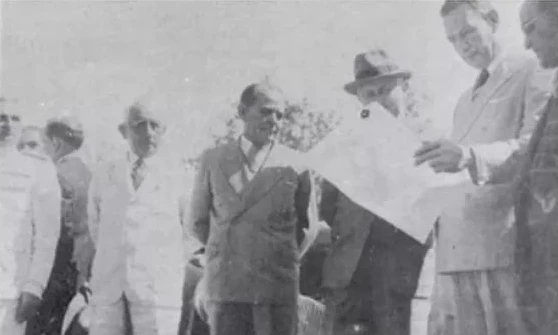
Da esquerda para a direita: Cândido Rondon, governador Arnaldo Estêvão de Figueiredo, Eurico Gaspar Dutra e Filinto Muller. Cerimônia de instalação do município de Várzea Grande em 1949.

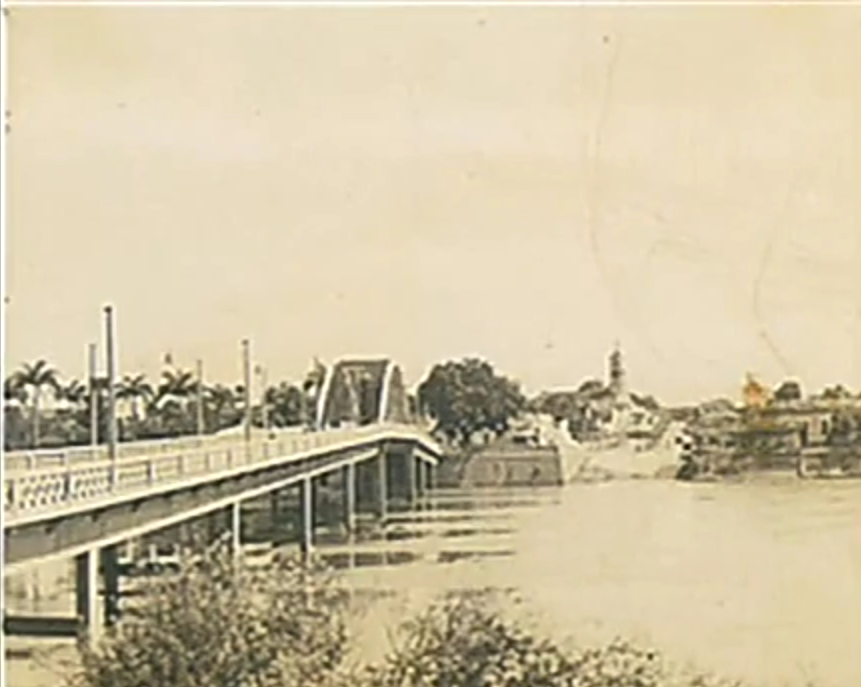
Ponte Julio Muller, ligação de Várzea Grande a Cuiabá em 1942.

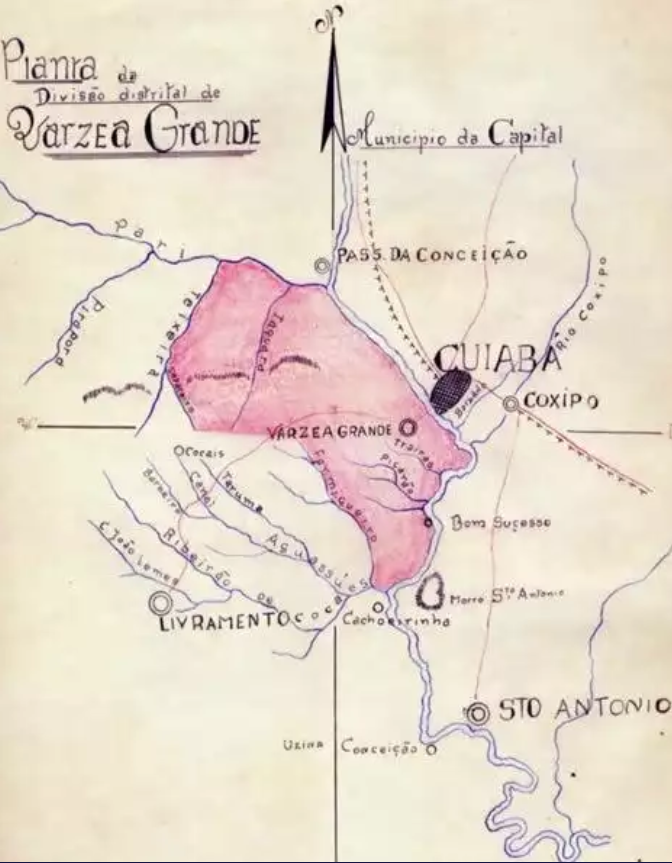
Planta de divisão distrital de Várzea Grande em 1949.

Em 20 de janeiro de 1942 foi inaugurada a Ponte Julio Muller ligando o então terceiro distrito (atual bairro Alameda) aos distritos São Gonçalo do Pedro II e ao distrito do Porto (atual bairro do Porto) em Cuiabá. A ponte contava com 224 metros de extensão, 60 metros de pista para dois veículos e passeio publico, além 40 metros para uso para a navegação e com detalhes decorativos alinhados junto ao parapeito ao estilo Art Déco. Em 1945 ocorreu a chegada da energia elétrica, o que transformou em 3° distrito de energia de Cuiabá.
Por decreto de lei estadual n° 126 de 23 de setembro de 1948 de autoria do deputado estadual Licínio Monteiro da Silva e sancionada pelo então governador Arnaldo Estêvão de Figueiredo, Várzea Grande se emancipa de Cuiabá. Para a formação do novo município, além das terras do antigo 3º distrito cuiabano, foi incorporado uma área do município de Nossa Senhora do Livramento, somando cerca de 600 Kms². Cinco anos mais tarde foi anexada também a Várzea Grande a área do distrito de Passagem da Conceição, totalizando assim 682 Kms², no mesmo período o município aumenta o seu comércio com a capital Cuiabá fornecendo-lhe: carne, galináceos, suínos, lenhas, carvão, material para construção e uma grande quantidade de cereais.  
Em 1949, ano da instalação do novo município, Várzea Grande teve a nomeação do primeiro prefeito o Major Gonçalo Romão de Figueiredo e no dia 1° de maio do ano por iniciativa do arcebispo Dom Antônio de Aragão e de Rubens dos Santos houve a criação do primeiro clube de futebol da cidade, o Clube Esportivo Operário Várzea-Grandense, a partida  de estreia deste clube foi contra a equipe do Palmeiras sediado em Cuiabá, na ocasião foi usado um uniforme nas cores vermelha, branca e verde. A partida foi disputada no antigo Círculo Operário, na Rua da Independência, na região central. Em 25 de julho houve a instalação da Câmara Municipal de vereadores da cidade, tendo como seu primeiro presidente o vereador Benedito Gomes da Silva, a câmara municipal foi instalada na Avenida Couto Magalhães.
Passados os anos 50, o município crescia e em 1952 foi instalado o primeiro sistema de abastecimento de água da cidade pelo prefeito Júlio Domingos de Campos, foi iniciada a construção da primeira caixa d’agua na Avenida Filinto Muller, conforme Lei nº 05 de 17 de outubro de 1952, durante esse período a população carregava água em poços e cacimbas para abastecer as suas residências.
Em 31 de julho de 1954 o distrito de Passagem da Conceição passava ser pertencente ao município de Várzea Grande, no mesmo ano foi construída a Igreja de Nossa Senhora do Carmo na região central da cidade e posteriormente foi elevada a categoria de Paroquia.
Em 1956 a pista de decolagem de aeronaves é transferida da Vila Militar, em Cuiabá, para o bairro Jardim Aeroporto, em Várzea Grande e no ano de 1957 foi inaugurado o primeiro posto de combustível, a inauguração da cadeia pública da cidade e também foi lançado o código tributário do município.
Em 1964, foi instalado o terminal do Aeroporto Marechal Rondon na Avenida João Ponce de Arruda e no mesmo ano o município passava a comemorar o aniversario da cidade como feriado municipal.

## Desenvolvimento

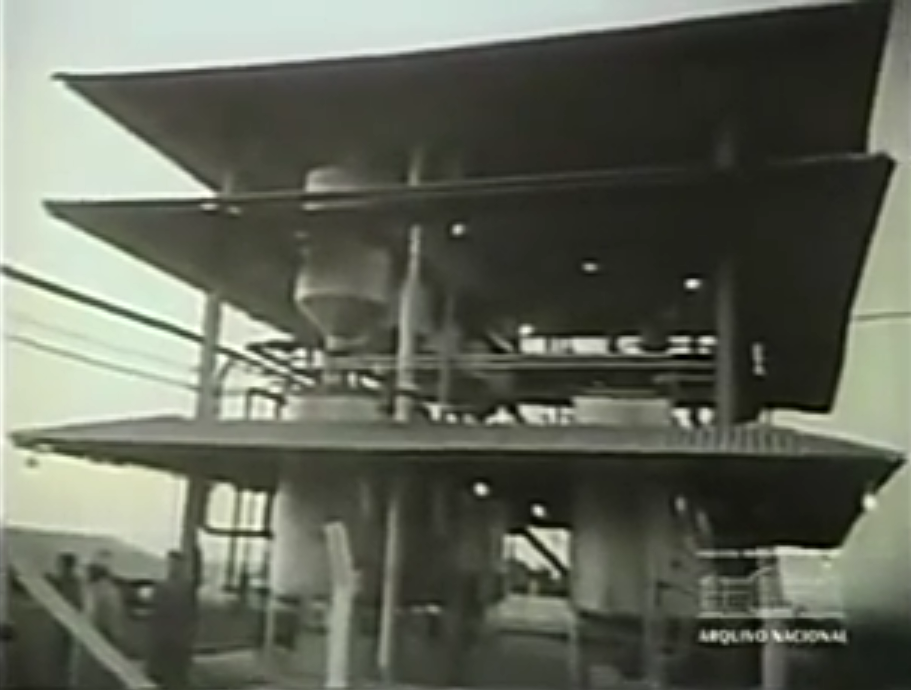
Instalações da Indústria de Óleos Vegetais Matoveg em 1966. Arquivo Nacional.

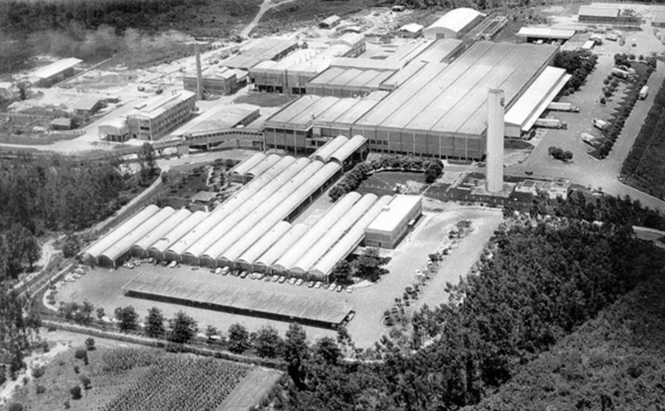
Sadia Oeste S.A em Várzea Grande.

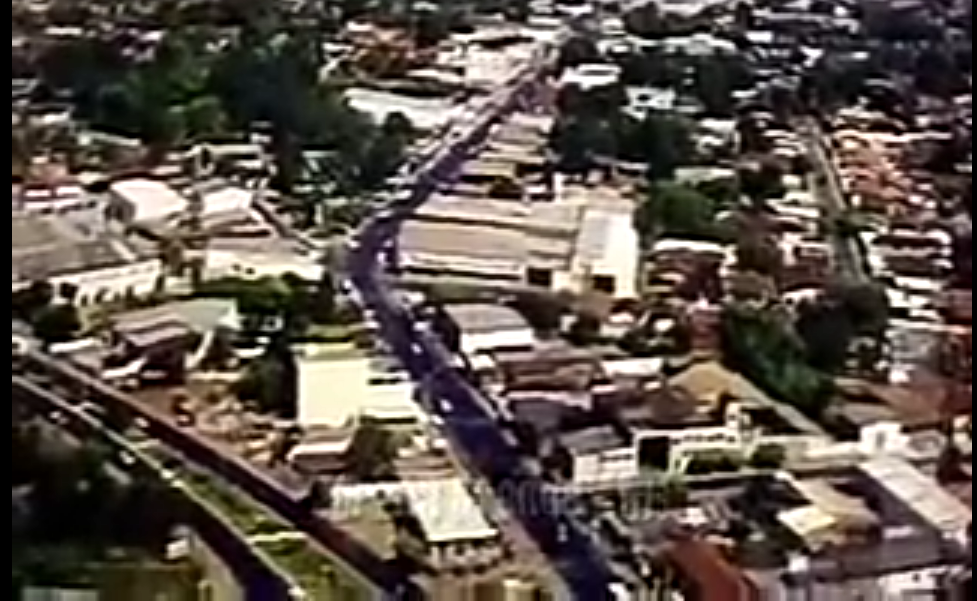
centro de Várzea Grande no início dos anos 90.

Em 1966 foi marcado pela implantação da indústria de óleos vegetais Matoveg, ocupou uma área de quatro mil metros quadrados devidamente equipados com moderna instalação (para a época) de máquina de prensagem, refinação, saboaria, laboratório, armazenagem, etc. Localizada no Morro Vermelho ao lado dos primeiros quilômetros da via asfaltada da BR-364 na região do Cristo Rei foi idealizada pelo ex-governador Júlio Müller e o senhor Guilherme de Abreu Lima. Com um investimento de CR$ 5 milhões de cruzeiros,  a indústria passava a produzir óleo vegetal a partir da extração do coco babaçu.
A partir do final dos anos 60, foi criada a política de atração de investimentos para a cidade o programa foi chamada “Cidade Industrial”, teve como norte a atração de investimentos industriais para o município.
O começo da década de 70 marcou vinda de indústrias madeireira, cerâmica, frigorifica, de bebidas e balaios e nesse período foi inaugurado o Paço Municipal e em 1974 houve instalação da empresa Sadia Oeste S.A na região do Cristo Rei, empregando pessoas na região e aumentando a arrecadação municipal e também o surgimento do asfalto da Avenida da FEB, uma obra importante para o desenvolvimento da cidade e também para o deslocamento de pessoas da região do Cristo Rei ao centro da cidade.  Pelo decreto de lei estadual n° 3.701 de 14 de maio de 1976, foi criado o distrito de Capão Grande e anexado ao município de Várzea Grande.
Em 1977 houve a implantação da indústria de bebidas Refrigerantes do Noroeste do Brasil, fabricante da Coca-Cola no município e nesse mesmo ano o Senai inaugura o seu campus na cidade no distrito Cristo Rei. Em 1978 houve a criação da comarca de Várzea Grande, mais sua inauguração ocorreu em 1979,  instalada na Avenida Couto Magalhães esteve localizada no espaço onde funcionou o grupo escolar Pedro Gardés que havia se transferido para Avenida Felinto Muller.
Em 1982 houve a inauguração da revenda de refrigerantes da marca Marajá, com sede em Rondonópolis a empresa iniciou a sua distribuição na região de Cuiabá. Em 1984 é iniciada diversas obras de intervenção urbana na cidade como o alargamento das avenidas da FEB, Avenida Felinto Müller, Avenida Júlio Campos e a Avenida Ulisses Pompeu de Campos. Em 18 de dezembro de 1984, na gestão do então prefeito Jayme Campos, houve a inauguração do prédio do fórum da cidade, próximo ao paço municipal.
No ano de 1985 foi à inauguração da Ponte Juscelino Kubistchek e também a fundação da Associação Comercial e Industrial de Várzea Grande. No mesmo ano a prefeitura em conjunto com o governo do estado inaugura o Ginásio Júlio Domingos de Campos conhecido popularmente como “Fiotão” na região central.
Em 1986 o governo do estado inicia a duplicação da Ponte Júlio Muller  e em 13 de setembro de 1988 é inaugurado o pronto socorro municipal, como o primeiro posto de saúde pública da cidade. No ano de 1989 é fundado o Centro Universitário de Várzea Grande e também realizada a primeira edição da Feira Industrial e Comercial de Várzea Grande (FEICOVAG).
Em 1992 houve a inauguração do Palácio Benedito Gomes da Silva, a nova sede da Câmara Municipal de Várzea Grande e também a inauguração da linha de abate de aves da empresa Sadia Oeste.
No ano de 1997 a Renosa constrói a sua nova unidade na Rodovia Mario Andreazza em numa área de 120 mil metros quadrados por 21 mil metros quadrados de área construída.

## Século XXI aos dias de hoje

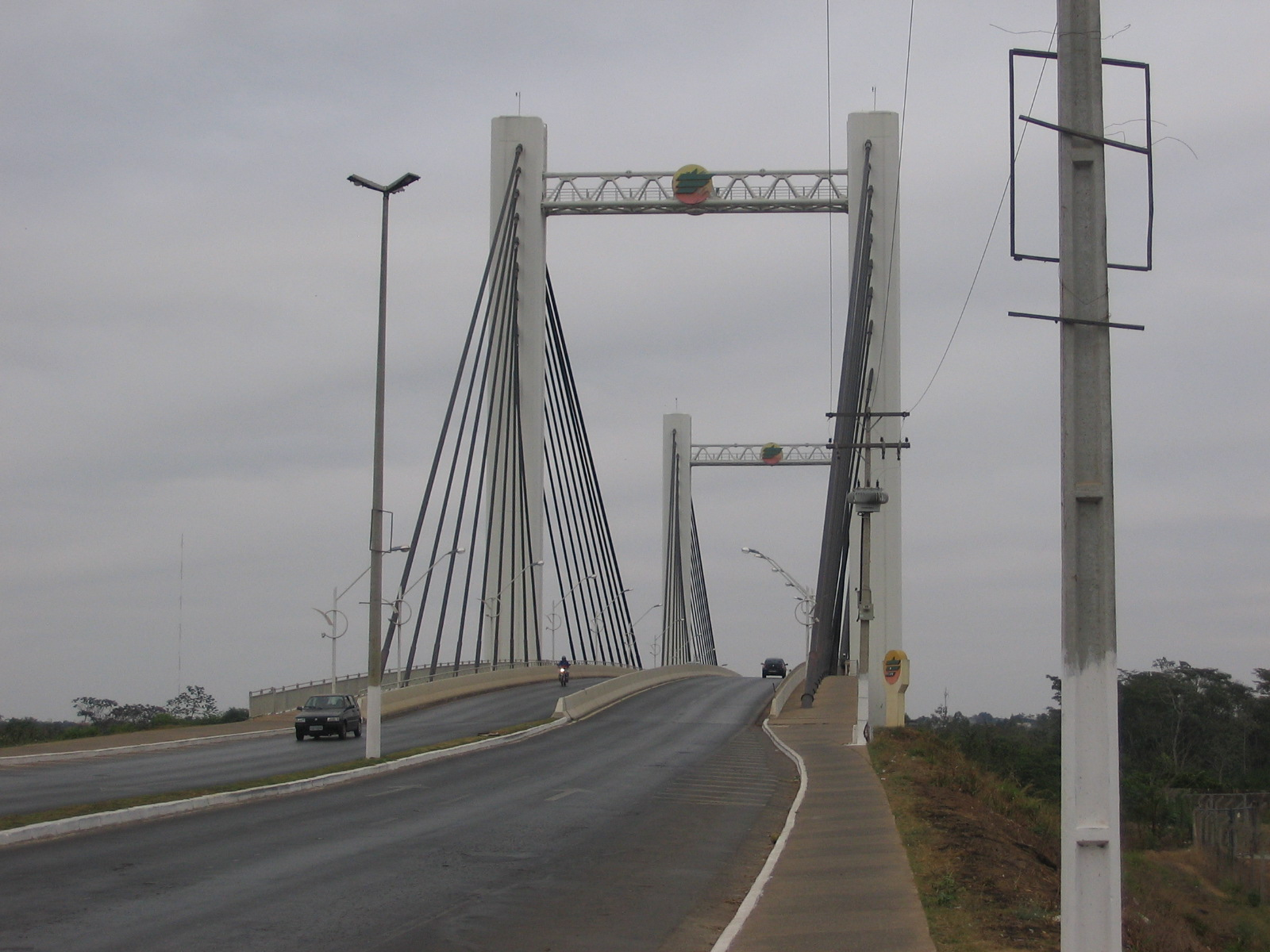
Ponte Sérgio Motta, a terceira ponte estaiada inaugurada no Brasil.

Em março de 2002 foi inaugurada a Ponte Sérgio Motta ligando Várzea Grande a Cuiabá pelo bairro Cristo Rei. A ponte teve um custo de 15 milhões de reais e ficou sob responsabilidade da construtora Rivolli.  Foi considerada a terceira ponte estaiada inaugurada no Brasil. Em 2004 foi inaugurado o primeiro terminal para o transporte intermunicipal do município o Terminal André Maggi, na ocasião o terminal passou a operar com duas plataformas com capacidade para 10 ônibus em linha reta e atendendo uma media de 10 mil usuários ao dia no periodo. No dia 17 de novembro de 2015 foi inaugurado o primeiro shopping center da cidade o Várzea Grande Shopping, com cerca de 180 lojas, 6 salas de cinema o empreendimento é o primeiro centro multiuso do estado a concentrar o ganha tempo e outras autarquias.